# Celio Piccolomini
Celio Piccolomini (Sienne, 1609 - Sienne, 24 mai 1681) est un homme d'Église italien, créé cardinal par le pape Alexandre VII lors du consistoire du 14 janvier 1664. 

## Biographie
Celio Piccolomini est élu archevêque titulaire de Césarée-en-Maurétanie (de) en 1656 et est nonce apostolique en France de 1656 à 1662, notamment quand éclate l'Affaire de la garde corse en août 1662.
En 1664, il est créé cardinal-prêtre au titre de S. Pietro in Montorio. Il est transféré à l'archidiocèse métropolitain de Sienne en 1671. Il participe aux conclaves de 1667 (élection de Clément IX), de 1669-1670 (élection de Clément X) et de 1676 (élection de Innocent XI).